# Архиепархия Пекина
Архиепархия Пекина или Пекинский архидиоцез (лат. Archidioecesis Pechimensis) — митрополия Римско-Католической Церкви с центром в городе Пекин, Китай. Пекинский архидиоцез основан в 1690 году.  В настоящее время в Пекинский архидиоцез входят епархии Аньго, Чжаосяня, Чжэндина, Цзинсяня, Баодина, Синтая, Сяньсяня, Сюаньхуа, Дамина, Тяньцзиня, Вэйсяня, Лулуна. По данным 1949 года митрополия насчитывала 215915 верующих.

## История
10 апреля 1690 года Римский папа Александр VIII издал буллу Romani Pontificis, которой учредил епархию Пекина, выделив её из епархии Макао. В этот же день епархия Пекина вошла в митрополию Гоа.  Однако, границы епархии этой буллой не были определены. 15 октября 1696 года Римский папа Иннокентий XII издал бреве E sublimi sedis, которым определил границы епархии Пекина, включив в неё три провинции. Позднее на территории этих провинций были образованы новые апостольские викариаты Шаньси (сегодня – Архиепархия Тайюаня) и Шэньси (сегодня – Архиепархия Сианя), которые выделились из пекинской епархии.
9 сентября 1831 года, 14 августа 1838 года и 3 сентября 1839 года епархия Пекина передала часть своей территории для возведения новых апостольских викариатов Кореи (сегодня – Архиепархия Сеула),  Леаотона (сегодня – Архиепархия Шэньяна) и Чаньтуна (сегодня – Архиепархия Цзинаня).
30 мая 1856 года Римский папа Пий IX упразднил пекинскую епархию, а её территорию разделил между тремя новыми апостольскими викариатами Северного Чжили, Северо-Восточного Чжили (сегодня – Епархия Сяньсяня) и Юго-Западного Чжили (сегодня – Епархия Чжэндина). Это решение привело к окончанию португальского патроната и замене португальских миссионеров на французских лазаристов.
23 декабря 1899 года, 14 февраля 1910 года и 27 апреля 1912 года апостольский викариат Северного Чжили передал часть своей территории новым апостольским викариатам Восточного Чжили (сегодня – Епархия Лулуна), Центрального Чжили (сегодня – Епархия Баодина) и Морского Чжили (сегодня – Епархия Тяньцзиня).
3 декабря 1924 года апостольский викариат Северного Чжили был переименован в апостольский викариат Пекина.
10 мая 1926 года и 25 мая 1929 года апостольский викариат Пекина передал часть своей территории для возведения нового апостольского викариата Сюаньхуафу (сегодня – Епархия Сюаньхуа) и миссии sui iuris Исяня (сегодня – Апостольская префектура Исяня).
11 апреля 1946 года Римский папа Пий XII издал буллу Quotidie Nos, которой преобразовал апостольский викариат Пекина в архиепархию.

## Перечень епископов
- Бернардин делла Кьеза (Bernardino Della Chiesa O.F.M.)  (1690 — + 20.12.1721);
- Manuel Jesu-Maria-Josè O.F.M. — епископ Нанкина, апостольский администратор, фактически архидиоцезом управлял Carlo Orazi da Castorano O.F.M. (1721 — 1725);
- Francisco de la Purificacion  (1725 — 1734);
- Polycarpo de Sousa  (19.12.1740 — 26.05.1757);
- Joaquim da Souza Saraiva (6.07.1808 — 18.02.1818);
- Joseph-Martial Mouly  (28.04.1846 — 4.12.1868);
- Edmond-François Guierry (4.12.1868 — 21.01.1870);
- Louis-Gabriel Delaplace  (21.01.1870 — 24.05.1884);
- François-Ferdinand Tagliabue (5.08.1884 — 13.03.1890);
- Jean-Baptiste-Hippolyte Sarthou (6.06.1890 — 13.04.1899);
- Pierre-Marie-Alphonse Favier  (13.04.1899 — 4.04.1905);
- Stanislas Jarlin (5.04.1905 — 27.01. 1933);
- Paul Leon Cornelius Montaigne (27.01.1933 — апрель 1946);
- кардинал Фома Тянь Гэнсинь  (11.04.1946 — 24.07.1967);
- с 24.07.1967 — 21.09.2007 кафедра была вакантна (Sede vacante);
- архиепископ Иосиф Ли Шань (21 сентября 2007 — по настоящее время).

## Источник
- Annuario Pontificio, Libreria Editrice Vaticana, Città del Vaticano, 2003, ISBN 88-209-7422-3
- Konrad Eubel, Hierarchia Catholica Medii Aevi, vol. 1 Архивная копия от 9 июля 2019 на Wayback Machine, стр. 159-160; vol. 5, стр. 309; vol. 6, стр. 331-332  (лат.)
- Булла Romani Pontificis, in Raffaele de Martinis, Iuris pontificii de propaganda fide. Pars prima, Tomo II, Romae 1889, стр. 125  (лат.)
- Бреве E sublimi Sedis, in Raffaele de Martinis, Iuris pontificii de propaganda fide. Pars prima, Tomo II, Romae 1889, стр. 158  (лат.)
- Булла  Quotidie Nos Архивная копия от 27 марта 2010 на Wayback Machine, AAS 38 (1946), стр. 301  (лат.)